# Красноспинный саки
Красноспинный саки, (лат. Chiropotes albinasus) или белоносый саки, или мохнатый саки — вид приматов из парвотряда широконосые обезьяны.

## Описание
Несмотря на то, что этих приматов называют белоносыми саки, морда у них на самом деле красная, хотя вокруг носа растёт желтовато-белая редкая шерсть. Тело покрыто чёрной шерстью. Шерсть на подбородке длинная, образует бороду. Хвост хватательного типа только в первые несколько месяцев жизни, когда детёныш цепляется за мать. Челюсть с мощными клыками приспособлена для разгрызания твёрдых орехов, составляющих значительную часть рациона. Средняя длина тела самцов 42,7 см, самок 41,8 см. Длина хвоста от 30 до 50,7 см.

## Распространение
Белоносые саки встречаются в Бразилии к югу от Амазонки между реками Мадейра и Шингу.

## Поведение
Образуют группы от 18 до 30 особей. Внутри группы часто практикуется груминг. Общаются при помощи развитой системы звуков.
В рационе фрукты, орехи и насекомые. Рацион отличается от сезона к сезону. У этих приматов зубы приспособлены для разгрызания твёрдых орехов.
Половой зрелости достигают в четырёхлетнем возрасте. Во время течки гениталии самки набухают и приобретают ярко-красный оттенок, что служит сигналом к спариванию. Беременность длится около пяти месяцев. В помёте чаще один детёныш. Роды проходят в период с августа по сентябрь.

## Статус популяции
По оценкам на 2008 год популяция сократилась более, чем на 30 % за 30 лет (3 поколения). Международный союз охраны природы присвоил этому виду охранный статус «Вымирающий». Главные угрозы популяции — охота и разрушение среды обитания из-за расширения сельскохозяйственных угодий.